# عراقيون في لبنان
العراقيون في لبنان وهم العراقيون الذين يعيشون في لبنان من المهاجرين العراقيين وذوي الأصول العراقية ويبلغ عددهم في لبنان حوالي 100 ألف ويشكلون نسبة 2.5% موزعين بين طوائف وقوميات العراق من عرب وأكراد وكلدان وآشوريين وأرمن.